# Eugène Mouton
Pierre Martin Désiré Eugène Mouton (Marsella, 12 de abril de 1823 - París, 8 de junio de 1902) fue un escritor francés de literatura fantástica, humorística y de aventuras y se le considera uno de los escritores tempranos de ciencia ficción. Escribió bajo el seudónimo de Mérinos.
Hijo de un oficial y de madre criolla, creció en la isla de Guadalupe hasta los diez años. En 1848 se hizo magistrado; progresó en su carrera los siguientes 20 años, y se elevó al rango de fiscal. Durante su estancia en Rodez ayudó a la creación de una de las primeras librerías móviles de Francia.
Escribió para varios periódicos y su primera historia fue publicada en 1857, cuando L'Invalide à la tête de bois (El inválido con la cabeza de madera) apareció en Le Figaro con el seudónimo Mérinos. Sus principales obras fueron Les lois pénales en France (Las leyes penales de Francia, 1868), Nouvelles et fantaisies humoristisques (Nuevas y fantasías humorísticas, 1873 y 1876), Voyages et aventures du Marius Cougourdan (Viajes y aventuras del Marius Cougourdan, 1879) y Histoire de l'invalide à la tête de bois (Historia del inválido con la cabeza de madera, 1887).